# Startfenster
Ein Startfenster ist ein Zeitraum, in dem der Start eines Raumflugkörpers möglich ist, so dass die Mission erfüllt werden kann. Gelingt es nicht, den Start innerhalb des Startfensters durchzuführen, muss er bis zum nächsten Startfenster verschoben werden. Beginn und Länge des Zeitraums, der das Startfenster bildet, hängen vom Startplatz, von den Energiereserven und der Steuerbarkeit der verwendeten Trägerrakete sowie der zu erreichenden Flugbahn ab.

## Überflugzone
Eine erste Limitierung ergibt sich in der Regel durch die zulässige Überflugzone. Die genaue Lage der auf den Boden projizierten Flugbahn hängt aufgrund der Erdrotation vom Startzeitpunkt ab; das Startfenster öffnet bzw. schließt sich daher, wenn die Bahn den Rand der zulässigen Zone erreicht bzw. verlässt. Einschränkungen können aus Gründen der Sicherheit (insbesondere am Boden im Fall eines Absturzes), der Kommunikationsreichweite von Bodenstationen oder Schiffen zur Bahnverfolgung, in speziellen Fällen auch aus politischen Gründen erforderlich sein.

## Bemannte Raumflüge
Für bemannte Raumflüge gelten höhere Sicherheitsstandards, so dass das Startfenster eventuell gekürzt werden muss. Unter anderem wird das Startfenster durch die Dauer beschränkt, die die Besatzung vor dem Start angeschnallt im Raumschiff verbringen kann. Die Überflugzone muss dann ggfs. Rücksicht auf mögliche Notlandeplätze nehmen.

## Rendezvous im Orbit
In manchen Fällen ist das Ziel der Mission, ein Rendezvous mit einem bereits in der Erdumlaufbahn befindlichen Raumflugkörper durchzuführen. Dieses Manöver wurde zuerst im August 1962 durchgeführt, als Wostok 4 so gestartet wurde, dass sich das Raumschiff der zuerst gestarteten Wostok 3 auf wenige Kilometer näherte. Rendezvous erfolgen inzwischen mehrmals jährlich mit der Internationalen Raumstation, die von bemannten Raumschiffen der Typen Sojus, Crew Dragon, CST-100 Starliner und von unbemannten Versorgungsraumschiffen angeflogen wird.
Die Lage des Startfensters ergibt sich aus der Tatsache, dass ein Raumflugkörper im Orbit in Abständen von etwa 24 Stunden jeden Punkt der Erde überfliegt, dessen geographische Breite geringer als die Bahnneigung ist. Innerhalb des Startfensters gibt es einen Zeitpunkt mit der geringsten aufzuwendenden Energie. Wird nicht zu diesem Zeitpunkt gestartet, wird mehr Treibstoff benötigt. Die Größe des Startfensters ergibt sich dann aus den Energiereserven und der Steuerbarkeit der Trägerrakete. Das Startfenster für das Space Shuttle auf dem Weg zur ISS war jeweils einige Minuten geöffnet, dagegen musste der Start der Rendezvous-Missionen im Gemini-Programm innerhalb weniger Sekunden erfolgen. Bei Gemini 11 war das Startfenster nur 2 Sekunden lang geöffnet.

## Satellitengruppen
Besondere Präzision beim Start ist notwendig, wenn der gestartete Satellit ein Teil einer Satellitengruppe ist, und die erforderliche Umlaufbahn mit mehreren anderen Satelliten synchronisiert sein muss. Das Startfenster kann in diesen Fällen bis auf wenige Sekunden schrumpfen, wie beispielsweise bei den Satelliten des A-Train.

## Mondflüge
Da die Mondbahn elliptisch und gegenüber der Äquatorebene der Erde geneigt ist, ist der Energiebedarf für einen Mondflug im Laufe des Monats und von Mission zu Mission unterschiedlich. Beim Apollo-Programm mussten außerdem Einschränkungen hinsichtlich der Wahl des Landeplatzes (äquatornah und nicht zu nahe am Mondrand) berücksichtigt werden, sowie, dass die Sonne am Landeort noch nicht sehr hoch über dem Mondhorizont stand. Dadurch ergab sich nur ein Startfenster pro Monat, das etwa drei bis vier Stunden geöffnet war.

## Interplanetare Sonden
Der Energiebedarf für eine Raumsonde zu anderen Planeten hängt extrem vom Startzeitpunkt ab. Die energiegünstigste Variante ist der Transfer auf der Hohmannbahn. Dabei öffnet sich das Startfenster nur ein Mal während der synodischen Umlaufzeit des Zielplaneten. Diese beträgt beim Mars über zwei Jahre, bei anderen Planeten weniger.
Bei Missionen zu den äußeren Planeten muss auch die Position des Jupiter berücksichtigt werden, der meist für ein Swing-by-Manöver verwendet wird.
Die Dauer des Startfensters beträgt bei einer Planetenmission mehrere Tage bis wenige Wochen, abhängig von den Leistungsreserven der Trägerrakete. Innerhalb dieses Startfensters kann aufgrund der Erdrotation auch nur zu einer bestimmten Zeit am Tag gestartet werden, so dass sich das Startfenster über eine längere Zeit täglich einmal öffnet. Der erste Startversuch wird üblicherweise auf einen Termin einige Tage vor dem optimalen Zeitpunkt gelegt, so dass Verzögerungen durch technische Probleme oder das Wetter ausgeglichen werden können.

## Organisatorische Einschränkungen
Einschränkungen nicht-technischer Art können sich ergeben, um eine Mission nicht über Feiertage oder vergleichbare Anlässe andauern zu lassen und so Personalkosten zu sparen. Zu dieser Kategorie gehört auch das von der NASA ausgesprochene Flugverbot über den Jahreswechsel 1999/2000.

## Begriffe
Der Begriff vom Startfenster, das sich öffnet und schließt, wurde mit der Berichterstattung über die Mondflüge im Apollo-Programm populär. Man sprach damals auch vom Mondfenster.
Auch für den Wiedereintritt eines Raumflugkörpers gibt es einen vergleichbaren Zeitraum, in dem die Bremsraketen gezündet werden müssen, um im vorhergesehen Gebiet zu landen. Man spricht dabei aber nicht von einem „Landefenster“.
Zeitkritisch gesehen ist das Startfenster ein Unterbegriff des Zeitfensters.